# Кремінська міська територіальна громада
Кремінська міська територіальна громада — територіальна громада в Україні, у Сіверськодонецькому районі Луганської області з адміністративним центром в місті Кремінна.

## Загальна інформація
Площа території громади — 536,4 кв. км, кількість населення — 22 235, з них: міське — 18 618, сільське — 3 617 (2020).

## Населені пункти
До складу громади увійшли місто Кремінна, села Голикове, Новокраснянка, Піщане, Пшеничне, Суровцівка, Червонопопівка та селища Діброва, Житлівка, Кузьмине, Стара Краснянка.

## Історія
Кремінська міська територіальна громада утворена шляхом об'єднання Кремінської міської та Новокраснянської, Червонопопівської сільських рад Кремінського району.